# Ignacy Wodziński (zm. 1782)
Ignacy Wodziński herbu Jastrzębiec (zm. w 1782 roku) – podczaszy kruszwicki w latach 1757–1780, łowczy kruszwicki w latach 1755–1757.
Był elektorem Stanisława Augusta Poniatowskiego w 1764 roku z województwa brzeskokujawskiego.